# Списак улица Земуна
| Списак улица Земуна        | | |                                      |  |
| назив улице                | личност/догађај/топоним по којој је названа                                                                                        | стари назив/и | део града/насеље                     |  |
| 22. октобра                | 22. октобар - Дан ослобођења Земуна у Другом светском рату (Београдска операција)                                                  | — | Доњи Град                            |  |
| А                          | | |                                      |  |
| Абебе Бикиле               | Абебе Бикила (1932—1973), етиопијски атлетичар                                                                                     | Алтина 2, до 2004. године | Алтина                               |  |
| Авијатичарски трг (чланак) | — | Трг ЈНА, до 1997. године * Југословенска народна армија Југословенски трг * Југославија | Доњи Град (центар)                   |  |
| Академска                  | — | Веселина Маслеше, до 1995. године * Веселин Маслеша (1906—1943), народни херој | Доњи Град (центар)                   |  |
| Акира Куросаве             | Акира Куросава (1910—1998), јапански редитељ                                                                                       | Алтина 27, до 2004. године | Алтина                               |  |
| Акробате Алексића          | Драгољуб Алексић (1910—1985), акробата                                                                                             | Камендин нова 7, до 2004. године | Камендин                             |  |
| Аласка                     | Аласи | — | Горњи Град                           |  |
| Александра Дубчека         | Александар Дубчек (1921—1922), чехословачки политичар и вођа Прашког пролећа 1968. године                                          | Творничка | Доњи Град                            |  |
| Александра Поповића        | Александар Поповић (1929—1996), књижевник                                                                                          | Алтина 21, до 2004. године | Алтина                               |  |
| Алимпија Васиљевића        | Алимпије Васиљевић (1831—1911), политичар, ректор Велике школе и почасни члан САНУ                                                 | Плави хоризонти Нова 6, до 2005. године | Плави Хоризонти                      |  |
| Алфреда Нобела             | Алфред Нобел (1833—1896), шведски хемичар                                                                                          | Нова 32, до 2004. године | Земун Поље                           |  |
| Амадова                    | ? | Алтина 32, до 2004. године | Алтина                               |  |
| Андрије Хабуша             | Андрија Хабуш (1913—1944), активиста НОП-а у Земуну                                                                                | — | Земун Поље                           |  |
| Анке Матић                 | Анка Матић (1918—1944), народни херој                                                                                              | — | Земун Поље                           |  |
| Антона Клеменчића          | Антон Клеменчић (?-1941), активиста НОП-а у Земуну                                                                                 | — | Земун Поље                           |  |
| Апатинска                  | место Апатин | Сплитска, до 2008. године * град Сплит, у Хрватској | Горњи Град                           |  |
| Атанасија Николића         | Атанасије Николић, (1803—1882), књижевник и први ректор Лицеја                                                                     | Плави хоризонти Нова 14, до 2005. године | Плави Хоризонти                      |  |
| Атанасија Пуље             | др Атанасије Пуља, лекар | Др Младена Стојановића до 1995. године * др Младен Стојановић (1896—1942), народни херој | Нови Град                            |  |
| Б                          | | |                                      |  |
| Банатска                   | Банат | — | Горњи Град                           |  |
| Банијска                   | Банија, област у Хрватској | — | Горњи Град                           |  |
| Бањичка                    | Бањица | — |                                      |  |
| Барањска                   | Барања, област у Хрватској | — |                                      |  |
| Батајнички друм            | село Батајница | — |                                      |  |
| Бачка                      | Бачка | — |                                      |  |
| Бачки Иловик               | ? | — |                                      |  |
| Бежанијска                 | насеље Бежанија | — | Доњи Град (центар)                   |  |
| Београдска                 | град Београд | — | Доњи Град (центар)                   |  |
| Бертранда Расела           | Бертранд Расел (1872—1970), филозоф и математичар, добитник Нобелове награде, 1950. године                                         | — | Земун Поље                           |  |
| Божица Дивнић              | Божица Дивнић (1924—1942), активисткиња НОП-а у Земуну                                                                             | — | Нова Галеника                        |  |
| Боривоја Тасовца           | др Боривоје Тасовац (1907—1996), дечји лекар и професор Медицинског факултета у Београду                                           | Плави хоризонти Нова 21, до 2005. године | Плави Хоризонти                      |  |
| Борчанска                  | насеље Борча | — | Доњи Град (центар)                   |  |
| Борхесова                  | Хорхе Луис Борхес (1899—1986), аргентински писац                                                                                   | Алтина 26, до 2004. године | Алтина                               |  |
| Босанска                   | Босна, област и река у Босни и Херцеговини                                                                                         | — | Горњи Град                           |  |
| Босутска                   | река Босут | — |                                      |  |
| Бранка Пешића              | Бранко Пешић (1922—1986), политичар, председник општине Земун и градоначелник Београда                                             | Далматинска, до 2004. године * Далмација, област у Хрватској | Горњи Град                           |  |
| Бранка Плећаша             | Бранко Плећаш (1920—1943), активиста НОП-а у Земуну                                                                                | — |                                      |  |
| Браће Абафи                | браћа Бранко (1923—1944) и Јанко Абафи (1925—1943), активисти НОП-а у Земуну                                                       | — | Горњи Град (Насеље „Марија Бурсаћ“)  |  |
| Браће Крњешевац            | браћа Сава (1921—1942) и Славко Крњешевац (1923—1942), активисти НОП-а у Земуну                                                    | — | Земун Поље                           |  |
| Браће Мицић                | браћа Љубомир (1895—1971) и Бранислав Мицић (1897—1949), књижевници                                                                | Камендин нова 6, до 2004. године | Камендин                             |  |
| Браће Фогл                 | браћа Силвестер (1910—1942) и Јанко Фогл (1913—1945), активисти НОП-а у Земуну                                                     | — | Нова Галеника                        |  |
| Бреговита                  | — | — | Горњи Град (Ћуковац)                 |  |
| Бургерових                 | породица Бургер, активисти НОП-а у Земуну                                                                                          | — | Земун Поље                           |  |
| В                          | | |                                      |  |
| Васа Чубриловића           | Васо Чубриловић (1897—1990), историчар, политичар, декан Филозофског факултета у Београду и члан САНУ                              | Алтина 44, до 2004. године | Алтина                               |  |
| Васе Лазаревића            | Васа Лазаревић, архитекта | Васе Лазаревића, до 1946. године Милана Егића, до 2004. године * Милан Егић (1911—1943), народни херој |                                      |  |
| Василија Васиљевића        | Василије Васиљевић (1792—1879), земунски трговац, један од оснивача Земунске штедионице и њен дугогодишњи председник               | Козара, до 1992. године * Козара, планина у Босни и Херцеговини | Доњи Град                            |  |
| Велики трг                 | — | Велики трг, до 1946. године Омладински трг, до 2004. године | Доњи Град (центар)                   |  |
| Вере Димитријевић          | Вера Димитријевић (1915—1945), активисткиња НОП-а у Земуну                                                                         | — | Нова Галеника                        |  |
| Вијетнамска                | држава Вијетнам | — | Земун Поље                           |  |
| Викентија Ракића           | Викентије Ракић (1750—1818), земунски трговац, потом монах и свештеник, игуман манастира фенек и први земунски књижевник           | Павла Маргановића, до 2004. године * Павле Маргановић (1904—1929), секретар СКОЈ-а | Горњи Град (Калварија)               |  |
| Виктора Бубња              | Виктор Бубањ (1918—1972), генерал-пуковник авијације ЈНА                                                                           | — | Доњи Град (центар)                   |  |
| Виктора Старчића           | Виктор Старчић (1901—1980), глумац                                                                                                 | Алтина 14, до 2004. године | Алтина                               |  |
| Винарска                   | — | Винарска, до 1946. године Ивана Милутиновића, до 2004. године * Иван Милутиновић (1901—1944), народни херој |                                      |  |
| Висока                     | — | — |                                      |  |
| Владана Деснице            | Владан Десница (1905—1967), књижевник                                                                                              | Алтина 36, до 2004. године | Алтина                               |  |
| Владе Обрадовића           | Влада Обрадовић Камени (1912—1944), народни херој                                                                                  | — | Горњи Град (Ћуковац)                 |  |
| Владимира Јовановића       | Владимир Јовановић (1833—1922), економиста, политичар и почасни члан САНУ                                                          | Плави хоризонти Нова 22, до 2005. године | Плави Хоризонти                      |  |
| Владимира Николића         | Владимир Николић (1857—1922), архитекта                                                                                            | Владимира Николића, до 1946. године Др Симе Милошевића, до 2004. године * др Сима Милошевић (1896—1943), лекар и антифашиста | Горњи Град (Калварија)               |  |
| Влајка Ђурановић           | Влајко Ђурановић, активиста НОП-а у Земуну                                                                                         | — | Земун Поље                           |  |
| Власинска                  | река Власина | — |                                      |  |
| Војвођанска                | Војводина | — | Горњи Град                           |  |
| Војни пут                  | — | — | Војни Пут                            |  |
| Војнићка                   | место Војнић, у Хрватској | — | Земун Поље                           |  |
| Врдничка                   | село Врдник, код Ирига | — |                                      |  |
| Вртларска                  | Земунски парк | — | Доњи Град (центар)                   |  |
| Вршачка                    | место Вршац | — | Горњи Град                           |  |
| Вукова                     | Вук Стефановић Караџић (1878—1864), реформатор српског језика                                                                      | — | Доњи Град (центар)                   |  |
| Г                          | | |                                      |  |
| Гаврила Принципа           | Гаврило Принцип (1894—1918), револуционар                                                                                          | — |                                      |  |
| Гардошка                   | Гардош | — | Горњи Град (Гардош)                  |  |
| Гарибалдијева              | Ђузепе Гарибалди (1807—1882), италијански револуционар                                                                             | — | Горњи Град                           |  |
| Гаудијева                  | Антони Гауди (1852—1926), шпански архитекта                                                                                        | Нова 36, до 2004. године | Земун Поље                           |  |
| Гетеова                    | Јохан Волфанг Гете (1749—1832), немачки књижевник                                                                                  | — | Нови Град                            |  |
| Главна (чланак)            | — | Петроворадинска главна и Главна, до 1921. године</ref> Краља Петра, до 1941. године * Краљ Петар (1844—1921), краљ Србије Адолфа Хитлера, до 1944. године * Адолф Хитлер (1889—1945), немачки канцелар Маршала Тита, од 1946. до 1992. године * Јосип Броз Тито (1892—1980), председник Југославије | Доњи Град (центар)                   |  |
| Глинска                    | место Глина, у Хрватској | Камендина нова 5, до 2004. године | Камендин                             |  |
| Гојка Николиша             | др Гојко Николиш (1911—1995), лекар, шпански борац, дипломата и народни херој                                                      | Камендина нова 8, до 2004. године | Камендин                             |  |
| Голубиначка                | село Голубинци, код Старе Пазове                                                                                                   | — |                                      |  |
| Горана Ковачића            | Иван Горан Ковачић (1913—1943), песник и антифашиста                                                                               | — |                                      |  |
| Гордане Косановић          | Гордана Косановић (1953—1986), глумица                                                                                             | Алтина 11, до 2004. године | Алтина                               |  |
| Горњоградска               | Горњи Град | Горњоградска, до 1946. године Саве Ковачевића, до 2004. године * Сава Ковачевић (1905—1943), народни херој | Горњи Град Насеље „Сава Ковачевић“   |  |
| Господска                  | — | Господска, до 1946. године Лењинова, до 1995. године * Владимир Илич Лењин (1870—1924), револуционар и оснивач Совјетског Савеза | Доњи Град (центар)                   |  |
| Григорија Божовића         | Григорије Божовић (1880—1945), књижевник                                                                                           | Алтина 31, до 2004. године | Алтина                               |  |
| Грмечка                    | планина Грмеч, у Босни и Херцеговини                                                                                               | — |                                      |  |
| Гробљанска                 | Земунско гробље | — | Горњи Град (Гардош)                  |  |
| Гундулићева                | Иван Гундулић (1589—1638), песник                                                                                                  | — |                                      |  |
| Д                          | | |                                      |  |
| Давидовићева               | Димитрије Давидовић (1789—1838), новинар, публициста, политичар и дипломата                                                        | — | Доњи Град (центар)                   |  |
| Данила Медаковића          | Данило Медаковић (1819—1881), историчар                                                                                            | — | Доњи Град                            |  |
| Данила Стојковића          | Данило Бата Стојковић (1934—2002), глумац                                                                                          | Алтина 27, до 2004. године | Алтина                               |  |
| Девалдових                 | породица Девалд, активисти НОП-а у Земуну                                                                                          | — | Земун Поље                           |  |
| Дејана Дубајића            | Дејан Дубајић (1897—1969), глумац                                                                                                  | Нова 41, до 2004. године | Земун Поље                           |  |
| Делиблатска                | село Делиблато, код Ковина | — |                                      |  |
| Десе Лежајић               | Деса Лежајић (1920—1942), активисткиња НОП-а у Земуну                                                                              | — | Горњи Град (Насеље „Марија Бурсаћ“)  |  |
| Деспота Ђурђа              | Деспот Ђурађ (1377—1456) | — | Горњи Град (Гардош)                  |  |
| Дијега Ривере              | Дијего Ривера (1886—1957), мексички муралиста                                                                                      | Алтина 40, до 2004. године | Алтина                               |  |
| Добановачка                | село Добановци, код Земуна | Георги Димитрова, до 1992. године * Георги Димитров (1882—1949), бугарски револуционар и политичар | Горњи Град                           |  |
| Добановачки пут            | — | — |                                      |  |
| Добровољачка               | Добровољци | — | Горњи Град                           |  |
| Добровољних ватрогасаца    | — | — | Земун Поље                           |  |
| Доситејева                 | Доситеј Обрадовић (1744—1811), просветитељ                                                                                         | — |                                      |  |
| Драгана Ракића             | Драган Ракић (1914—1959), народни херој                                                                                            | — | Горњи Град (Насеље „Сава Ковачевић“) |  |
| Драгише Васића             | Драгиша Васић (1885—1945), адвокат, политичар и књижевник                                                                          | Алтина 34, до 2004. године | Алтина                               |  |
| Др Борислава Вујадиновића  | др Борислав Вујадиновић - ? | Жел. станица Земун поље Нова 3, до 2005. године | Земун Поље                           |  |
| Др Миливоја Бабића         | др Миливоје Бабић - ? | Франца Прешерна, до 2009. године * Франце Прешерн (1800—1849) словеначки књижевник | Горњи Град                           |  |
| Др Милоша Радојчића        | др Милош Радојчић - ? | Триглавска, до 1995. године * Триглав | Доњи Град (центар)                   |  |
| Др Недељка Ерцеговца       | др Недељко Ерцеговац - неурохирург, оснивач неурохирургије у КБЦ Земун                                                             | Божидара Аџије, до 1997. године * Божидар Аџија (1890—1941), народни херој | Горњи Град (Калварија)               |  |
| Др Петра Марковића         | др Петар Марковић (1869—1952), правник и адвокат, градоначелник Земуна (1907-14. и 1926-30), писао историју Земуна                 | Соње Маринковић, до 2004. године * Соња Маринковић (1916—1941), народни херој | Доњи Град (центар)                   |  |
| Дринска                    | река Дрина | — |                                      |  |
| Дубровачка                 | град Дубровник, у Хрватској | — | Доњи Град (центар)                   |  |
| Дунавска                   | река Дунав | — |                                      |  |
| Душана Вукасовића          | Душан Вукасовић (1909—1945), народни херој                                                                                         | — |                                      |  |
| Душана Мађарчића Корчагина | Душан Мађарчић Корчагин, активиста НОП-а у Земуну                                                                                  | — | Земун Поље                           |  |
| Ђ                          | | |                                      |  |
| Ђока Ковачевића            | Ђоко Ковачевић (1912—1938), шпански борац                                                                                          | — |                                      |  |
| Ђорђа Лобачева             | Ђорђе Лобачев (1909—2002), стрип аутор                                                                                             | Нова 42, до 2005. године | Земун Поље                           |  |
| Ђорђа Пантелића            | Ђорђе Пантелић (1802 — 1859), српски пречанин доктора медицине, књижевник, лекар и кореспондентни члан Друштва српске словесности. | Станка Пауновића, до 2004. године * Станко Пауновић (1907—1942), народни херој | Горњи Град (Калварија)               |  |
| Ђорђа Чутуковића           | Ђорђе Чутуковић (1888—1976), сликар и професор цртања у Земунској гимназији                                                        | Огњена Прице, до 2004. године * Огњен Прица (1899—1941), народни херој | Горњи Град (Калварија)               |  |
| Ђуре Гајића                | Ђура Гајић, активиста НОП-а у Земуну                                                                                               | — | Земун Поље                           |  |
| Ђуре Курепе                | Ђуро Курепа (1907—1993), математичар, члан САНУ и професор Београдског универзитета                                                | Алтина 42, до 2004. године | Алтина                               |  |
| Е                          | | |                                      |  |
| Елија Финција              | Ели Финци (1911—1980), књижевник и позоришни критичар                                                                              | Камендин нова 3, до 2004. године | Камендин                             |  |
| Емила Затопека             | Емил Затопек (1922—2000), чехословачки атлетичар                                                                                   | Алтина 33, до 2004. године | Алтина                               |  |
| Емилије Јакшић             | Емилија Јакшић (1924—1949), активисткиња НОП-а у Земуну                                                                            | — | Нова Галеника                        |  |
| Епископа Николаја          | Епископ Николај Велимировић | Алтина 27, до 2004. године | Алтина                               |  |
| Епископа Сергеја           | Епископ Сергеј - ? | Алтина 46, до 2004. године | Алтина                               |  |
| Ж                          | | |                                      |  |
| Железничка                 | — | — | Горњи Град                           |  |
| Живка Петровића            | Живко Ј. Петровић (1806—1868), академски иконописац и фрескописац                                                                  | Петра Драпшина, до 2004. године. * Петар Драпшин (1914—1945), народни херој | Горњи Град                           |  |
| Живојина Ћулума            | Живојин Ћулум (1911—1991), професор Новосадског универзитета                                                                       | Нова 35, до 2004. године. | Земун Поље                           |  |
| Жике Месаровића            | Жика Месаровић, активиста НОП-а у Земуну                                                                                           | — | Земун Поље                           |  |
| Жике Павловића             | Жика Павловић (1933—1998), редитељ                                                                                                 | Алтина 12, до 2004. године. | Алтина                               |  |
| З                          | | |                                      |  |
| Загорска                   | област Загорје, у Хрватској | — |                                      |  |
| Задругарска                | Задругарство | — | Горњи Град                           |  |
| Задужбинска                | Задужбинарство | Албанска, до 2009. године * Албанија | Горњи Град                           |  |
| Зеленгорска                | планина Зеленгора, у Босни и Херцеговини                                                                                           | — |                                      |  |
| Зире Адамовића             | Драгослав Адамовић (1922—1978), новинар и публициста                                                                               | Алтина 7, до 2004. године | Алтина                               |  |
| Златиборска                | планина Златибор | — | Горњи Град (Калварија)               |  |
| Змај Јовина                | Јован Јовановић Змај (1833—1904), лекар и књижевник                                                                                | — | Доњи Град (центар)                   |  |
| Зуке Џумхура               | Зуко Џумхур (1921—1989), путописац и сликар                                                                                        | Алтина 23, до 2004. године | Алтина                               |  |
| И                          | | |                                      |  |
| Ивићева                    | др Мато Ивић (1830—1886), управитељ Земуна                                                                                         | — | Доњи Град                            |  |
| Игманска                   | планина Игман, у Босни и Херцеговини                                                                                               | — |                                      |  |
| Илије Рогулића             | Илија Рогулић (1911—1943), активиста НОП-а у Земуну                                                                                | — | Нова Галеника                        |  |
| Инжињера Атанацковића      | ? | Инжењера Атанацковића, до 1946. године Јована Трајковића, до 2004. године * Јован Трајковић (1907—1942), партизански борац | Горњи Град (Калварија)               |  |
| Инжињера Капуса            | Драгутин Капус, инжењер | Инжењера Капуса, до 1946. године Јанка Чмелика, до 2004. године * Јанко Чмелик (1905—1942), народни херој | Горњи Град (Калварија)               |  |
| Исидора Стојановића        | Исидор Стојановић (1808—1849), ректор Београдског Лицеја                                                                           | Плави хоризонти нова 25, до 2005. године | Плави Хоризонти                      |  |
| Ј                          | | |                                      |  |
| Јакшићева                  | Ђура Јакшић (1832—1878), сликар и песник                                                                                           | — | Нови Град                            |  |
| Јарослава Чермака          | Јарослав Чермак - ? | Нова 39, до 2004. године | Земун Поље                           |  |
| Јасмине Јовановић          | Јасмина Јовановић - ? | Алтина 9, до 2004. године | Алтина                               |  |
| Јеремије Станојевића       | Јеремија Станојевић (1808—1869), пуковник Српске војске                                                                            | Нова 31, до 2004. године | Земун Поље                           |  |
| Јернеја Копитара           | Јернеј Копитар (1780—1844), словеначки лингвиста и слависта                                                                        | — | Доњи Град                            |  |
| Јована Бошковића           | Јован Бошковић (1834—1892), филолог и члан САНУ                                                                                    | Плави хоризонти нова 26, до 2004. године | Плави Хоризонти                      |  |
| Јована Миодраговића        | Јован Миодраговић (1854—1926), дечји писац                                                                                         | Ивана Цанкара, до 2009. године * Иван Цанкар (1876—1918), словеначки песник |                                      |  |
| Јована Рашковића           | др Јован Рашковић (1929—1992), лекар, политичар и члан САНУ                                                                        | Алтина 43, до 2004. године | Алтина                               |  |
| Јована Стојсављевића       | Јован Стојсављевић (1915—1941), активиста НОП-а у Земуну                                                                           | — | Нова Галеника                        |  |
| Јована Суботића            | Јован Суботић (1817—1886), адвокат, песник и политичар                                                                             | — | Доњи Град (центар)                   |  |
| Јована Туцакова            | Јован Туцаков (1905—1978), фармакогност и члан САНУ                                                                                | Нова 33, до 2004. године | Земун Поље                           |  |
| Јоза Лауренчића            | Јозо Лауренчић (1905—1961), глумац                                                                                                 | Алтина 17, до 2004. године | Алтина                               |  |
| Јозе Шћурле                | Јозо Шћурла (1922—1942), активиста НОП-а у Земуну                                                                                  | — |                                      |  |
| Јосипа Кулунџића           | Јосип Кулунџић (1899—1970), позоришни редитељ и драматург, професор Позоришне академије                                            | Јанка Лисјака, до 2004. године * Јанко Лисјак (1914—1943), народни херој | Горњи Град (Калварија)               |  |
| Јосипа Шенера              | Јосип Шенер (1898—1971), активиста НОП-а у Земуну                                                                                  | — | Нова Галеника                        |  |
| Југа Гризеља               | Југ Гризељ (1926—1991), новинар | Алтина 8, до 2004. године | Алтина                               |  |
| Јурија Ракитина            | Јуриј Ракитин, редитељ | Камендин нова 1, до 2004. године | Камендин                             |  |
| Јустина Поповића           | Јустин Поповић (1894—1979), свештеник, професор Београдског универзитета и светитељ                                                | Алтина 24, до 2004. године | Алтина                               |  |
| К                          | | |                                      |  |
| Капетана Радича Петровића  | Радич Петровић (?-1816), учесник Првог српског устанка                                                                             | | —                                    |  |
| Карађорђев трг             | Карађорђе (1762—1817), вођа Првог српског устанка и родоначелник династије Карађорђевић                                            | — | Доњи Град                            |  |
| Карађорђева                | Карађорђе (1762—1817), вођа Првог српског устанка и родоначелник династије Карађорђевић                                            | — | Доњи Град                            |  |
| Караматина                 | породица Карамата | Матије Гупца, до 1995. године * Матија Губец (1538—1673), вођа сељачке буне 1573. | Доњи Град                            |  |
| Карла Сопрона              | Игњат Карло Сопрон (1821—1894), књижевник и штампар, архивар Магистрата и аутор прве историје Земуна                               | Владимира Гортана, до 2004. године * Владимир Гортан (1904—1929), антифашиста |                                      |  |
| Карловачка                 | град Карловац, у Хрватској | — | Горњи Град                           |  |
| Кеј ослобођења             | — | — |                                      |  |
| Клаоничка                  | — | — |                                      |  |
| Кленачка                   | село Кленак, код Руме | — |                                      |  |
| Ковача Јована Петровића    | Јован Петровић (1772—1837), ковач у Првом српском устанку                                                                          | Каштеланска, до 1995. године | Горњи Град                           |  |
| Константина Јовановића     | Константин Јовановић (1849—1923), архитекта                                                                                        | Плави хоризоноти нова 34, до 2005. године | Плави Хоризонти                      |  |
| Константина Кавафија       | Константин Кавафи, грчки песник | Алтина 30, до 2004. године | Алтина                               |  |
| Корбизијеова               | Ле Корбизје (1887—1965), француски архитекта                                                                                       | Нова 37, до 2004. године | Земун Поље                           |  |
| Кордунашка                 | област Кордун, у Хрватској | — |                                      |  |
| Корушка                    | област Корушка, у Словенији | — |                                      |  |
| Кортесарова                | ? | Алтина 28, до 2004. године | Алтина                               |  |
| Косовска                   | Косово | — | Доњи Град (центар)                   |  |
| Костајничка                | место Костајница, у Хрватској | Камендин нова 8, до 2004. године | Камендин                             |  |
| Косте Алковића             | Коста Алковић (1834—1909), ректор Велике школе                                                                                     | Плави хоризонти нова 28, до 2005. године | Плави Хоризонти                      |  |
| Косте Бранковића           | Константин Бранковић (1814—1865), педагог и ректор Велике школе                                                                    | Плави хоризонти нова 27, до 2005. године | Плави Хоризонти                      |  |
| Косте Драгичевића          | Коста Драгичевић (1920—1942), активиста НОП-а у Земуну                                                                             | — | Нова Галеника                        |  |
| Косте Цукића               | Коста Цукић (1826—1879), економиста                                                                                                | Плави хоризонти нова 29, до 2005. године | Плави Хоризонти                      |  |
| Крагујевачка               | град Крагујевац | — |                                      |  |
| Крајишка                   | Крајина | — |                                      |  |
| Крањска                    | град Крањ, у Словенији | — |                                      |  |
| Кумановска                 | град Куманово, у Македонији | — |                                      |  |
| Купрешка                   | место Купрес, у Босни и Херцеговини                                                                                                | — |                                      |  |
| Л                          | | |                                      |  |
| Лагумска                   | Лагум | Гајева, до 2009. године | Доњи Град                            |  |
| Лазе Јовановића Порција    | Лаза Јовановић Порција (1911—1962), оперски певач                                                                                  | Милоша Мамића, до 2004. године * Милош Мамић (1918—1942), народни херој | Горњи Град                           |  |
| Лазара Мамузића            | Лазар Мамузић (1913—1941), активиста НОП-а у Земуну                                                                                | — | Нова Галеника                        |  |
| Лазара Саватића            | Лазар Саватић (1914—1950), народни херој                                                                                           | — | Горњи Град (Насеље „Марија Бурсаћ“)  |  |
| Личка                      | област Лика у Хрватској | — | Горњи Град (Насеље „Сутјеска“)       |  |
| Љ                          | | |                                      |  |
| Љиљане Крстић              | Љиљана Крстић (1919—2001), глумица                                                                                                 | Алтина 13, до 2004. године | Алтина                               |  |
| Љубомира Живковића Шпанца  | Љубомир Живковић Шпанац (1918—1942), народни херој                                                                                 | — | Земун Поље                           |  |
| М                          | | |                                      |  |
| Магистратски трг           | Магистрат у Земуну | Магистратски трг, до 1946. године Трг победе, до 2004. године | Доњи Град (центар)                   |  |
| Маглићка                   | планина Маглић, у Босни и Херцеговини                                                                                              | — |                                      |  |
| Мајаковског                | Владимир Мајаковски (1893—1930), руски књижевник                                                                                   | — |                                      |  |
| Мајевичка                  | планина Мајевица, у Босни и Херцеговини                                                                                            | — |                                      |  |
| Македонска                 | Македонија | — |                                      |  |
| Марије Бурсаћ              | Марија Бурсаћ (1920—1943), народни херој                                                                                           | — | Горњи Град (Насеље „Марија Бурсаћ“)  |  |
| Марка Милановића           | Марко Милановић (1919—1944), народни херој                                                                                         | — | Земун Поље                           |  |
| Марка Николића             | Марко Николић - ? | Ивана Мажуранића, до 2004. године | Доњи Град (центар)                   |  |
| Мартина Лутера Кинга       | Мартин Лутер Кинг (1929—1968), борац за људска права                                                                               | — | Земун Поље                           |  |
| Масариков трг              | Томаш Масарик (1850—1937), први председник Чехословачке                                                                            | Трг Петра Зринског * Петар Зрински (1621—1671), хрватски бан и песник |                                      |  |
| Мачванска                  | Мачва | — |                                      |  |
| Метохијска                 | Метохија | | —                                    |  |
| Мије Алексића              | Мија Алексић (1923—1995), глумац                                                                                                   | Алтина 38, до 2004. године | Алтина                               |  |
| Милана Младеновића         | Милан Младеновић (1958—1994), музичар                                                                                              | Камендин нова 2, до 2004. године | Камендин                             |  |
| Милана Недељковића         | Милан Недељковић (1857—1950), астроном и метеоролог                                                                                | Плави хоризонти нова 30, до 2005. године | Плави Хоризонти                      |  |
| Милана Решетара            | Милан Решетар (1860—1942), филолог                                                                                                 | Плави хоризонти нова 32, до 2005. године | Плави Хоризонти                      |  |
| Милана Степановића Матроза | Милан Степановић Матроз (1922—1962), активиста НОП-а у Земуну                                                                      | — | Горњи Град (Насеље „Марија Бурсаћ“)  |  |
| Милана Узелца              | Милан Узелац (1914—1944), активиста НОП-а у Земуну                                                                                 | — | Горњи Град (Насеље „Марија Бурсаћ“)  |  |
| Миленка Веркића            | Миленко Веркић (1912—1942), народни херој                                                                                          | — | Нова Галеника                        |  |
| Милице Шуваковић           | Милица Шуваковић (1911—1942), активисткиња НОП-а у Земуну                                                                          | — | Нова Галеника                        |  |
| Милоша Бандића             | Милош Бандић (1930—1996), књижевник и професор Београдског универзитета                                                            | Франца Розмана, до 2004. године | Доњи Град                            |  |
| Мирослава Антића           | Мирослав Антић (1932—1986), песник                                                                                                 | Алтина 22, до 2004. године | Алтина                               |  |
| Мирослава Тирша            | Мирослав Тирш (1832—1884), оснивач соколског покрета                                                                               | — | Доњи Град                            |  |
| Михаила Вукше              | Михаило Вукша, активиста НОП-а у Земуну                                                                                            | — | Нова Галеника                        |  |
| Михаила Пупина             | Михаило Пупин (1854—1935), научник                                                                                                 | — | Земун Поље                           |  |
| Михајла Бандура            | Михајло Бандур (1974—1999), (као студент отишао да брани своју земљу) војник Војске Југославије                                    | Плави хоризонти нова 16, до 2004. године | Плави Хоризонти                      |  |
| Мића Радаковића            | Мићо Радаковић (1915—1941), народни херој                                                                                          | — | Горњи Град (Насеље „Сава Ковачевић“) |  |
| Мозерова                   | чувена породица Мозер, у истој улици је имала винарију која је после Другог светског рата добила назив "Навип"                     | Мозерова, до 1946. године Симо Шолаја, до 2004. године * Симо Шолаја (1905—1942), народни херој | Горњи Град                           |  |
| Момчила Радивојевића       | Момчило Радивојевић (1914—1942), активиста НОП-а у Земуну                                                                          | — | Нова Галеника                        |  |
| Морнарска                  | Морнарица | — |                                      |  |
| Мостарска                  | град Мостар, у Босни и Херцеговини                                                                                                 | (улица је изградњом терена ФК „Телеоптик“ пресечена на два мала дела) | Горњи Град                           |  |
| Мусоргског                 | Модест Мусоргски (1839—1881), руски композитор                                                                                     | Алтина 20, до 2004. године | Алтина                               |  |
| Мушицког                   | Лукијан Мушицки (1777—1837), епископ СПЦ и песник                                                                                  | — | Горњи Град                           |  |
| Н                          | | |                                      |  |
| Наде Димић                 | Нада Димић (1923—1942), народни херој                                                                                              | — | Горњи Град (Гардош)                  |  |
| Негована Љубинковића       | Негован Љубинковић Јовица (1915—1943), активиста НОП-а у Земуну                                                                    | — | Земун Поље                           |  |
| Немањина                   | Стефан Немања (1113—1199), велики жупан Рашке и родоначелник династије Немањића                                                    | — | Доњи Град (центар)                   |  |
| Николаја Островског        | Николај Островски (1904—1936), совјетски писац                                                                                     | — | Доњи Град (центар)                   |  |
| Николаја Салтикова         | Николај Салтиков (1866—1961), математичар                                                                                          | Плави хоризонти нова 34, до 2005. године | Плави Хоризонти                      |  |
| Николе Рибарића            | Никола Рибарић (1925—1945), активиста НОП-а у Земуну                                                                               | — | Нова Галеника                        |  |
| Николе Тесле               | Никола Тесла (1856—1943), научник                                                                                                  | — | Доњи Град                            |  |
| Нишка                      | град Ниш | — | Горњи Град                           |  |
| Новоградска                | — | — | Горњи Град                           |  |
| Новосадска                 | град Нови Сад | — |                                      |  |
| Нушићева                   | Бранислав Нушић (1864—1938), књижевник                                                                                             | — |                                      |  |
| Њ                          | | |                                      |  |
| Његошева                   | Петар II Петровић Његош (1813—1851), владика и песник                                                                              | — |                                      |  |
| О                          | | |                                      |  |
| Обреновачка                | место Обреновац | — |                                      |  |
| Олге Петров                | Олга Петров (1920—1942), народни херој                                                                                             | — | Земун Поље                           |  |
| Орачка                     | — | — | Доњи Град                            |  |
| Оскара Давича              | Оскар Давичо (1909—1989), књижевник                                                                                                | Алтина 19, до 2004. године | Алтина                               |  |
| Охридска                   | град Охрид, у Македонији | — | Горњи Град                           |  |
| П                          | | |                                      |  |
| Павла Зарића               | Павле Зарић Кинг (1918—1942), активиста НОП-а у Земуну                                                                             | — | Земун Поље                           |  |
| Павла Вујисића             | Павле Вуисић (1926—1988), глумац                                                                                                   | Алтина 18, до 2004. године | Алтина                               |  |
| Пазовачки пут              | Нова Пазова | — |                                      |  |
| Партизанска                | Партизани | — | Нови Град                            |  |
| Пере Косорића              | Перо Косорић (1918—1969), народни херој                                                                                            | — | Земун Поље                           |  |
| Петра Јововића             | Петар Јововић (1915—1942), активиста НОП-а у Земуну                                                                                | — | Нова Галеника                        |  |
| Петра Серафимовића         | Петар Серафимовић - ? | — |                                      |  |
| Петра Зрињског             | Петар Зрински (1621—1671), хрватски бан и песник                                                                                   | — | Доњи Град                            |  |
| Пиљарска                   | Земунска пијаца | — | Доњи Град                            |  |
| Пинкијева                  | Бошко Палковљевић Пинки (1920—1942), народни херој                                                                                 | — |                                      |  |
| Пионирска                  | Савез пионира Југославије | — | Горњи Град                           |  |
| Пограничне чете            | — | — |                                      |  |
| Прве пруге                 | — | — | Доњи Град                            |  |
| Првомајска                 | Први мај - Празник рада | — | Горњи Град                           |  |
| Прегревица                 | ? | Максима Горког, до 1992. године * Максим Горки (1868—1936), совјетски писац | Горњи Град                           |  |
| Прека                      | — | — |                                      |  |
| Прерадовићева              | Петар Прерадовић (1818—1872), аустроугарски генерал, песник и словенофил                                                           | — | Доњи Град (центар)                   |  |
| Призренска                 | град Призрен | — | Горњи Град                           |  |
| Р                          | | |                                      |  |
| Рабина Ј. Алкалаја         | Јехуда Бен Шоломо Хај Алкалај (1798—1878), рабин и учитељ, зачетник идеје ционизма                                                 | Приморска, до 1992. године | Доњи Град                            |  |
| Раде Кончара               | Раде Кончар (1911—1942), народни херој                                                                                             | — |                                      |  |
| Раденка Мишевића           | Раденко Мишевић (1920—1995), сликар                                                                                                | Алтина 5, до 2004. године | Алтина                               |  |
| Радничка                   | — | — |                                      |  |
| Радоја Дакића              | Радоје Дакић (1911—1946), народни херој                                                                                            | — |                                      |  |
| Радоја Домановића          | Радоје Домановић (1873—1908), књижевник                                                                                            | — |                                      |  |
| Рајачићева                 | Јосиф Рајачић (1785—1861), патријарх СПЦ                                                                                           | — |                                      |  |
| Рајка Лешјанина            | Рајко Лешјанин (1826—1872), политичар                                                                                              | Плави хоризонти нова 35, до 2004. године | Плави Хоризонти                      |  |
| Ратарски пут               | — | — | Алтина/Нова Галеника                 |  |
| Романијска                 | планина Романија у БиХ | — |                                      |  |
| Румска                     | место Рума | — |                                      |  |
| Руска                      | Русија | — |                                      |  |
| С                          | | |                                      |  |
| Сава Бурића                | Саво Бурић (1915—1963), генерал ЈНА и народни херој                                                                                | — | Горњи Град (Насеље „Сава Ковачевић“) |  |
| Саве Михића                | Саво Михић (1917—1942), активиста НОП-а у Земуну                                                                                   | — |                                      |  |
| Савска                     | Река Сава | — | Доњи Град                            |  |
| Сарајевска                 | Сарајево, главни град Босне и Херцеговине                                                                                          | — | Горњи Град                           |  |
| Светосавска                | Свети Сава (1174—1236), први српски архиепископ и светац                                                                           | — |                                      |  |
| Светозара Милетића         | Светозар Милетић (1826—1901), адвокат и градоначелник Новог Сада                                                                   | — | Доњи Град                            |  |
| Свете Лукића               | Света Лукић (1931—1997), књижевник и уредник РТБ                                                                                   | Алтина 45, до 2004. године | Алтина                               |  |
| Светозара Папића           | Светозар Папић, активиста НОП-а у Земуну и председник општине Земун (1967—71)                                                      | — |                                      |  |
| Светомира Ђукића           | Светомир Ђукић (1882-1960), отац српског олимпизма                                                                                 | Алтина 41, до 2004. године | Алтина                               |  |
| Светотројичина             | Света тројица | Светотројичина, до 1946. године Стевана Јовановића, до 2004. године * Стеван Јовановић (1916—1941), народни херој | Горњи Град                           |  |
| Седам земунских планинара  | седморица планинара који су страдали 2. децембра 1962. године на Бјелашници                                                        | Жарка Зрењанина, до 2004. године * Жарко Зрењанин (1902—1942), народни херој | Горњи Град                           |  |
| Семберијска                | Семберија, област у источној Босни                                                                                                 | — |                                      |  |
| Сенски трг                 | на том месту је била пијаца на којој се продавало сено                                                                             | — | Доњи Град (центар)                   |  |
| Сењска                     | Сењ, град у Хрватској | — | Нови Град                            |  |
| Сервантесова               | | Алтина 6, до 2004. године | Алтина                               |  |
| Сергеја Јесењина           | Сергеј Јесењин (1895—1925), руски песник                                                                                           | — | Земун Поље                           |  |
| Сестара Миловановић        | Сестре Миловановић, активисткиње НОП-а у Земуну                                                                                    | — |                                      |  |
| Сестара Страин             | Сестре Страин, активисткиње НОП-а у Земуну                                                                                         | — | Нова Галеника                        |  |
| Сибињанин Јанка            | Сибињанин Јанко (1387—1456), намесник Краљевине Мађарске (1446—53)                                                                 | — | Горњи Град Гардош                    |  |
| Симеона Кончаревића        | Симеон Кончаревић | Алтина 35, до 2004. године | Алтина                               |  |
| Симона Боливара            | Симон Боливар (1783—1830), револуционар                                                                                            | Алтина 39, до 2004. године | Алтина                               |  |
| Синђелићева                | Стеван Синђелић (1770—1809), војсковођа из Првог српског устанка                                                                   | — |                                      |  |
| Синише Богнера             | Синиша Богнер (1924—1944), активиста НОП-а у Земуну                                                                                | — | Земун Поље                           |  |
| Скадарска                  | Скадар, град у Албанији | — |                                      |  |
| Скопљанска                 | Скопље, главни град Македоније | | Горњи Град                           |  |
| Славише Вајнера            | Славиша Вајнер (1903—1942), народни херој                                                                                          | — | Нови Град                            |  |
| Славонска                  | Славонија, област у Хрватској | — |                                      |  |
| Слободана Бајића           | Слободан Бајић Паја (1916—1943), народни херој                                                                                     | — | Земун Поље                           |  |
| Слободана Глумца           | | Алтина 4, до 2004. године | Алтина                               |  |
| Слободана Ђурића           | Слободан Ђурић (1944—1976), глумац                                                                                                 | Алтина 10, до 2004. године | Алтина                               |  |
| Словенска                  | Словени, група народа | — |                                      |  |
| Солунска                   | Солун, град у Грчкој | — | Нови Град                            |  |
| Сомборска                  | град Сомбор | — |                                      |  |
| Спиртина чланак            | | Спиртина, до 1946. године Отокара Кершованија, до 2004. године * Отокар Кершовани (1902—1941), новинар и револуционар |                                      |  |
| Србобранска                | град Србобран | — |                                      |  |
| Сремска                    | област Срем | |                                      |  |
| Сремских бораца            | сремских партизанских бораца | — |                                      |  |
| Стара                      | — | — |                                      |  |
| Старца Вујадина            | Старац Вујадин, хајдук | — |                                      |  |
| Стевана Дукића             | Стеван Дукић (1920—1940), активиста НОП-а у Земуну и народни херој                                                                 | — | Горњи Град                           |  |
| Стевана Марковића          | Стеван Марковић градоначелник Земуна                                                                                               | Стевана Марковића, до 1946. године Ђуре Ђаковића, до 2004. године * Ђуро Ђаковић (1886—1929), револуционар | Доњи Град (центар)                   |  |
| Стојана Дечермића          | | Алтина 15, до 2004. године | Алтина                               |  |
| Стојана Марковића          | | Жел. станица Земун поље Нова 1, до 2004. године | Земун Поље                           |  |
| Страхиње Петровића         | | Жел. станица Земун поље Нова 2, до 2004. године | Земун Поље                           |  |
| Стрма                      | — | — |                                      |  |
| Т                          | | |                                      |  |
| Тамишка                    | река Тамиш | — |                                      |  |
| Ташка Начића               | Ташко Начић (1934—1993), глумац | Алтина 16, до 2004. године | Алтина                               |  |
| Телечка                    | Телечка пешчара | — |                                      |  |
| Теодора Херцла             | Теодор Херцл (1860-1904) визионар и оснивач ционистичког политичког покрета                                                        | Прилаз, до 1946. године Јакуба Кубуровића, до 2004. године * инг Јакуб Кубуровић (1918—1941), активиста НОП-а у Земуну Прилаз, до 2018.године | Доњи Град/Горњи Град                 |  |
| Тесна                      | — | — |                                      |  |
| Тимочка                    | река Тимок | — |                                      |  |
| Томице Поповића            | Томица Поповић (1915—1972), народни херој                                                                                          | — | Земун Поље                           |  |
| Топличка                   | река Топлица | — |                                      |  |
| Трг Бранка Радичевића      | Бранко Радичевић (1824—1853), песник                                                                                               | популарни назив „Мухар“ | Доњи Град                            |  |
| Триве Витасовића           | Тривун Витасовић (1922—1924), народни херој                                                                                        | — | Земун Поље                           |  |
| Трогирска                  | место Трогир, у Хрватској | — |                                      |  |
| Тршћанска                  | град Трст, у Италији | — | Горњи Град                           |  |
| Ћ                          | | |                                      |  |
| Ћуковачка                  | Ћуковац | — | Горњи Град (Ћуковац)                 |  |
| Ћуковачки кут              | — | — | Горњи Град (Ћуковац)                 |  |
| Ћуковачки руб              | — | — | Горњи Град (Ћуковац)                 |  |
| У                          | | |                                      |  |
| Угриновачка                | село Угриновци, код Земуна | — | Горњи Град                           |  |
| Угриновачки пут            | — | — |                                      |  |
| Ужичка                     | град Ужице | — | Горњи Град                           |  |
| Ф                          | | |                                      |  |
| Филипа Кљајића             | Филип Кљајић Фића (1913—1943), народни херој                                                                                       | — |                                      |  |
| Филипа Вишњића             | Филип Вишњић (1767—1834), народни гуслар                                                                                           | — | Горњи Град                           |  |
| Фрање Крча                 | Фрањо Крч (1916—1944), активиста НОП-а у Земуну                                                                                    | — | Земун Поље                           |  |
| Фрушкогорска               | планина Фрушка гора | — | Доњи Град (центар)                   |  |
| Х                          | | |                                      |  |
| Хемингвејева               | Ернест Хемингвеј (1899—1961), амерички књижевник и новинар                                                                         | Алтина 1, до 2004. године | Алтина                               |  |
| Херцеговачка               | Херцеговина | — | Горњи Град                           |  |
| Ц                          | | |                                      |  |
| Цара Душана                | Цар Душан (1308—1355), српски цар                                                                                                  | — | Горњи Град                           |  |
| Цветна                     | — | — |                                      |  |
| Церска                     | планина Цер | — |                                      |  |
| Цетињска                   | град Цетиње у Црној Гори | — | Доњи Град                            |  |
| Црногорска                 | Црна Гора | — | Нови Град                            |  |
| Цвијићева                  | Јован Цвијић (1865—1827), географ, председник САНУ и ректор Београдског универзитета                                               | — |                                      |  |
| Ч                          | | |                                      |  |
| Четвртог сремског батаљона | Четврти сремски батаљон | — |                                      |  |
| Чунарска                   | — | — |                                      |  |
| Џ                          | | |                                      |  |
| Џесија Овенса              | Џеси Овенс (1913—1980), амерички атлетичар                                                                                         | Алтина 3, до 2004. године | Алтина                               |  |
| Џона Кенедија              | Џон Кенеди (1917—1963), амерички политичар и 35-и председник САД                                                                   | — | Доњи Град                            |  |
| Џорџа Вашингтона           | Џорџ Вашингтон (1732—1799), амерички политичар и први председник САД                                                               | — |                                      |  |
| Ш                          | | |                                      |  |
| Шајкашка                   | Шајкашка | — | Горњи Град                           |  |
| Шандора Мајора             | Шандор Мајор - ? | — | Земун Поље                           |  |
| Шевина                     | — | Шевина, до 1946. године Марка Орешковића, до 2004. године * Марко Орешковић (1895—1941), народни херој | Горњи Град                           |  |
| Шидска                     | место Шид | — |                                      |  |
| Шилерова                   | Фридрих Шилер (1759—1805), немачки књижевник                                                                                       | — | Горњи Град                           |  |
| Штросмајерова              | Јосип Јурај Штросмајер (1815—1905), бискуп и политичар                                                                             | — | Доњи Град                            |  |
| Шумадијска                 | Шумадија | — | Горњи Град                           |  |

|  |  |  |  |  |  |  |  |  |  |  |  |  |  |  |  |  |  |  |  |  |  |  |  |  |  |  |  |  |  |